# Virtus Pallacanestro Bologna 1973-1974

## Roster
Sinudyne Bologna 1973-74
- Luigi Serafini (capitano)
- Renato Albonico
- Massimo Antonelli
- Loris Benelli
- Gianni Bertolotti
- Marco Bonamico
- John Fultz
- Pierangelo Gergati
- Franco Natali
- Stefano Ranuzzi
- Piero Valenti

## Staff Tecnico
- Allenatore:  Dan Peterson
- Assistente:  John McMillen

## Risultati
- Serie A: 5ª classificata su 14 squadre (15-11)
- Coppa Italia:  Vincente